# دائرة واضية
دائرة واضية إحدى دوائر ولاية تيزي وزو. 
مقرها واضية. 
تبلغ مساحتها 139.54 كم² يقطنها 65922 نسمة (أي بكثافة سكانية تقدر بـ 472 نسمة /كم²). 
وتضم كل من بلديات :
- واضية
- أقني قغران
- تيزي نثلاثة
- أيت بوعدو

## القرى
- إيغيل إيمولا

## مواضيع ذات صلة
- دوائر ولاية تيزي وزو
- بلديات ولاية تيزي وزو